# 柔毛蒿
柔毛蒿（学名：Artemisia pubescens）为菊科蒿属的植物。分布在蒙古、俄罗斯、日本以及中国大陆的四川、内蒙古、陕西、河北、黑龙江、辽宁、甘肃、吉林、青海、新疆、山西等地，生长于海拔200米至1,800米的地区，见于中、草甸、森林草原、半湿润、砾质坡地、半干旱地区的荒坡、丘陵、林缘、低海拔地八旗的草原、湿润及路旁等，目前尚未由人工引种栽培。

## 别名
立沙蒿（东北植物检索表），变蒿（中国高等植物图鉴），麻蒿（甘肃、陕西），米拉蒿（甘肃），转蒿（河北），“呼尔干-沙里尔日”、“马尔托什”（蒙语名）

## 异名
- Artemisia commutata Bess.
- Artemisia pubescens Ledeb. var. coracina (W. Wang) Ling et Y. R. Ling
- Artemisia pubescens Ledeb. var. gelberiana (Bess.) Y. R. Ling
- Artemisia pubescens Ledeb. var. taheensis G. Y. Chang et L. S. Wang